# نیاله
نیاله مرکز استان دارفور جنوبی در کشور سودان است. 
نیاله از سدهٔ پانزدهم میلادی به این سو پایتخت پادشاهی فور بود. پادشاهی فور چندصدسال دوام یافت ولی امروزه چیز زیادی از رونق گذشته بجا نمانده‌است. خشکسالی دههٔ ۱۹۸۰ بیشتر بنیه اقتصادی شهر را نابود کرد.
جذبه نیاله موقعیت جغرافیایی آن است. این شهر درست در پای رشته‌کوه‌های دارفور قرار گرفته و به عنوان پایگاهی برای کوهنوردان رهسپار قله جبل مَرّه و دیگر کوه‌ها عمل می‌کند.